# San Angelo
La ville de San Angelo (en anglais [sæn ˈændʒəloʊ]) est le siège du comté de Tom Green, dans l’État du Texas, aux États-Unis. Elle comptait 93 200 habitants lors du recensement de 2010.

## Transports
La ville est desservie par le San Angelo Regional Airport (IATA : SJT, ICAO : KSJT, FAA LID : SJT).

## Presse
Le journal local est le San Angelo Standard-Times.

## Personnalité liée à la ville
- Charles Williams (1909-1975), écrivain, est né à San Angelo le 13 août 1909.
- Marilyn McReavy (1944-2023), volleyeuse américaine.

## Source
- (en) Cet article est partiellement ou en totalité issu de l’article de Wikipédia en anglais intitulé « San Angelo, Texas » (voir la liste des auteurs).